# Чесноков, Василий Александрович
Василий Александрович Чесноко́в (28.12.1914, Ярославская область — 19.05.1956, Ярославская область) — командир минометного расчета минометной роты 598-го стрелкового полка, старшина — на момент представления к награждению орденом Славы 1-й степени.

## Биография
Родился 28 декабря 1914 года в деревне Асташево Ярославской области. Работал в колхозе.
В 1936 году был призван в Красную Армию. После увольнения вернулся домой, но через год вновь ушел добровольцем в армию. Участвовал в войне с Финляндией 1939—1940 годов. Воевал на Карельском перешейке, вернулся домой после тяжелого ранения. В 1940 году переехал с семьей в Ярославскую область, на железнодорожную станцию Волга, куда жена была направлена на работу после окончания педагогического института. Чесноков работал в городе Рыбинске продавцом экспедитором.
В августе 1941 года был вновь призван в армию. В запасном полку получил специальность минометчика и в феврале 1942 года прибыл на фронт. Боевое крещение получил в боях под Ленинградом. 20 марта 1942 года, поддерживая пехоту, был тяжело ранен, но через месяц снова был в строю. Воевал на Ленинградском фронте в составе 69-го гвардейского стрелкового полка. В октябре 1943 года гвардии сержант Чесноков был награждён первой боевой наградой — медалью «За отвагу».
В дальнейшем минометчик Чесноков воевал на 2-м Прибалтийском и 1-м Белорусском фронтах. Освобождал Псковщину, Прибалтику, Польшу, дошел до Берлина. В 1943 году вступил в ВКП/КПСС. Был дважды ранен в боях.
16 января 1944 года в бою у деревни Замошье минометный расчет гвардии сержанта Чеснокова подавил 4 пулеметные точки противника, ликвидировал более 10 противников. Приказом по 21-й гвардейской стрелковой дивизии от 24 января 1944 года гвардии сержант Чесноков Василий Александрович награждён орденом Славы 3-й степени.
23 сентября 1944 года Чесноков был ранен второй раз. На это раз легко и меньше чем через месяц вернулся на передовую к началу наступательных боевых действий 3-й ударной армии против группировки противника в Латвии. Воевал в составе 2-й минометной роты 598-го стрелкового полка 207-й Краснознаменной дивизии.
24-29 ноября 1944 года в районе хутора Звани вражеское командование бросало в контратаки крупные силы пехоты. В промежутках между контратаками позиции наступающих советских войск подвергались сильному обстрелу артиллерии и минометов. В этих боях сержант Чесноков, командуя расчетом, умело маневрировал огнём, поражая скопления живой силы и техники противника. Минометчики участвовали в отражении одиннадцати атак противников, подавили 4 пулеметные точки и уничтожили более взвода солдат и офицеров. Приказом по войскам 3-й ударной армии от 22 февраля 1945 года старшина Чесноков Василий Александрович награждён орденом Славы 2-й степени.
В конце 1944 года 3-я ударная армия была переброшена из Прибалтики в Польшу в состав 1-го Белорусского фронта. Весной 1945 года 207-я стрелковая Краснознаменная дивизия, в составе которой воевал минометчик Чесноков, участвовала в штурме Берлина и в уличных боях на улицах столицы.
26 апреля 1945 года в районе небольшого городка Шарлотенберг подразделения дивизии вышли к реке Шпрее. Расчет старшины Чеснокова точным минометным огнём обеспечивал форсирование реки стрелковыми подразделениями, подавил 6 огневых точек противника и сразил свыше 15 вражеских солдат и офицеров. Своими действиями минометчики обеспечили успех дальнейшего продвижения стрелковых подразделений.
В боях на улицах Берлина минометчики шли со штурмовыми группами, расчищая путь наступающим подразделениям. 2 мая в районе Шиффенуфер и Цельтен-аллее старшина Чесноков был тяжело ранен, но не оставил свой расчет. Лишь только когда окончился бой, он позволил бойцам отвести себя в медсанбат. 10 мая минометчик был представлен к награждению орденом Славы 1-й степени.
В конце 1945 года, после госпиталя, В. А. Чесноков был демобилизован. Вернулся домой с третьей группой инвалидности.
Указом Президиума Верховного Совета СССР от 15 мая 1946 года за исключительное мужество, отвагу и бесстрашие, проявленные на заключительном этапе Великой Отечественной войны в боях с вражескими захватчиками старшина Чесноков Василий Александрович награждён орденом Славы 1-й степени. Стал полным кавалером ордена Славы.
Жил в поселке Волга Некоузского района Ярославской области. Работал экспедитором на торговом предприятии. Погиб в автокатастрофе 19 мая 1956 года. Похоронен на кладбище деревни Поповка, в 2-х км от поселка Шестихино, Некоузского района Ярославской области.
Награждён орденами Славы 3-х степеней, медалями.